# Gran Premio d'Olanda 1951
Il Gran Premio d'Olanda 1951 è stata una gara extra-campionato di Formula 1 tenutasi il  23 luglio, 1951 sul Circuito di Zandvoort, a Zandvoort, nei Paesi Bassi. 
La gara, disputatasi su un totale di 90 giri, è stata vinta dal francese Louis Rosier su Talbot-Lago T26C.

## Gara

### Risultati
| Pos | Nr | Pilota             | Vettura          | Giri | Tempo/Ritiro    |
| --- | -- | ------------------ | ---------------- | ---- | --------------- |
| 1   | 16 | Louis Rosier       | Talbot-Lago T26C | 90   | 2h59:19.4       |
| 2   | 8  | Philippe Étancelin | Talbot-Lago T26C | 89   | + 1 giro        |
| 3   | 28 | Stirling Moss      | HWM-Alta         | 89   | + 1 giro        |
| 4   | 26 | Rudolf Fischer     | Ferrari 212      | 88   | + 2 giri        |
| 5   | 30 | Duncan Hamilton    | Talbot-Lago T26C | 86   | + 4 giri        |
| 6   | 24 | Lance Macklin      | HWM-Alta         | 84   | + 6 giri        |
| 7   | 14 | André Pilette      | Talbot-Lago T26C | 84   | + 6 giri        |
| 8   | 2  | John Heath         | HWM-Alta         | 82   | + 8 giri        |
| Rit | 10 | Johnny Claes       | Talbot-Lago T26C | 61   | Valvole         |
| Rit | 12 | Giuseppe Farina    | Maserati 4CLT/48 | 46   | Conduttura olio |
| Rit | 4  | Louis Chiron       | Talbot-Lago T26C | 41   | Freni           |
| Rit | 18 | Pierre Levegh      | Talbot-Lago T26C | 37   | Valvole         |

## Fonti
1951 Non-World Championship Grands Prix, su silhouet.com. URL consultato il 17 aprile 2012.